# Vliegtuigongeluk bij Gander Airport op 18 september 1946
Het vliegtuigongeluk bij Gander Airport op 18 september 1946 betrof een Sabena Douglas DC-4 met vliegtuigregistratienummer OO-CBG die op 17 september 1946 om 15:00 GMT was opgestegen op Vliegveld Melsbroek bij Brussel met eindbestemming de LaGuardia Airport, de luchthaven van New York.

## Vluchtverloop
Het toestel ging, zoals gebruikelijk voor alle trans-Atlantische vluchten in de jaren veertig en vijftig, tussenlandingen maken op Shannon Airport in Ierland en Gander Airport in Newfoundland om bij te tanken.
Vanuit Shannon was het toestel opgestegen met bestemming Gander met 7 bemanningsleden en 37 passagiers. De mist die op het moment van de landingspoging rond het vliegveld hing speelde de piloot parten en hij zette zijn visuele naderingspoging in op een te lage hoogte in een poging onder de mistlaag te geraken. De mist lag tot op grondniveau en het vliegtuig raakte de boomtoppen. Het toestel crashte om 7:42 UTC op 35 km ten zuidwesten van de luchthaven, zo'n 20 km ten zuiden van Gander Lake. 6 bemanningsleden en 21 passagiers overleefden de crash niet. 17 personen – waaronder 1 bemanningslid – raakten wel gewond, maar overleefden de crash.

## Reddingsactie
De redding werd opgezet door de United States Coast Guard. Na het alarm van de verkeerstoren dat zij radiocontact met het toestel verloren waren, en de luchtverkeersleiding zich had verzekerd dat het toestel niet elders geland was, werden eerst verkenningsvluchten uitgevoerd met een Consolidated PBY Catalina om het toestel te lokaliseren. Het was een landend toestel van Trans World Airlines die als eerste de melding doorgaf van de locatie van de  crashsite. De Coast Guard vloog over de site, kon bevestigen dat het het vermiste Sabena-toestel was, en dat er overlevenden waren. De eerste medische hulpgoederen werden met een parachute boven de locatie gedropt.
Een US Army Medical Team werd afgezet op Dead Wolf Pond, een klein meer op 8 kilometer van de crashsite, vanwaar de ploeg met een kleine boot over een rivier en vervolgens te voet de crashsite midden in hoogveen bereikte. De arts, Dr. Martin, stelde dat dit parcours niet met de gewonden kon uitgevoerd worden, en de United States Coast Guard besloot een operatie op te zetten met helikopters. De helikopters, een Sikorsky HNS-1 en een Sikorsky HOS-1 werden gedemonteerd en overgevlogen met United States Army Air Forces Douglas C-54 Skymaster vliegtuigen uit de basissen van Brooklyn (New York) en Elizabeth City (North Carolina). Op Gander Airport werden de helikopters gemonteerd en uitvoerig getest, en dit allemaal binnen de 48 uur na de crash.
Intussen waren PBY's materiaal aan het droppen boven de crashsite, tenten, medisch materiaal en houten balken. Met de houten balken werden platformen op het veen gebouwd voor de tenten en als landingsplaats voor de helikopters.
Voor de eigenlijke redding op 20 september 1946 landden de helikopters op de pas aangelegde landingsplatforms bij de crashsite. De Coast Guard had ook Consolidated PBY Catalina watervliegtuigen stand-by op Gander Lake. De gewonden werden door de helikopters overgebracht naar een reddingsboot die ze vervolgens tot aan de romp van het vliegtuig bracht vanwaar ze voor verzorging weggevlogen konden worden naar het ziekenhuis van Gander.
De reddingsequipe begroef ook de zesentwintig overledenen op de crashsite. De site kreeg formeel de naam St. Martin in the Woods ter ere van de leidinggevende dokter, Captain Samuel P. Martin, M.D., U.S. Army Medical Corp, die alles had gegeven voor de gewonden. Een gedenkteken werd op de plaats opgericht met de namen van de overlevenden en de slachtoffers, waarbij ook Captain Martin werd geëerd.

## Het toestel
De Douglas DC-4 werd gefabriceerd door Douglas Aircraft Company in Santa Monica, Californië. Sabena plaatste een bestelling voor 4 DC-4-1009 toestellen in november 1945. Het eerste van die toestellen werd op 13 februari 1946 opgeleverd en "Ville de Bruxelles" gedoopt in Santa Monica. De vier toestellen OO-CBD, OO-CBE, OO-CBF en OO-CBG werden in de loop van 1946 geleverd. De planning van Sabena voorzag inzet van de toestellen op verbindingen met Belgisch-Congo maar ook op nieuwe trans-Atlantische vluchten. Men plande vanaf 4 juni 1947 tweewekelijks de nieuwe luchthaven van New York aan te vliegen, toen Idlewild Airport genoemd. De uitvoering van de vluchten werd voorafgaand aan de formele commerciële lancering getoetst door een reeks commerciële testen ("proving flights") waarvan er startend op 5 juli 1946 negen ingepland werden. Ze werden alle uitgevoerd met de OO-CBG.

## De bemanning
De bemanning bestond uit zeven personen. Gezagvoerder was Jean Ester, eerste officier Alfred Drossaert. Er zaten nog drie personen in de cockpit: navigator L.C. John Verstraeten, boordwerktuigkundige A. Fassbender en radio-operator Jean Dutoict.
De zevenendertig passagiers werden bediend door twee stewardessen, Jeanne Bruylant en Jeanne Roockx. Jeanne Bruylant was de allereerste stewardess van Sabena. Stewardess Jeanne Roockx was de enige overlevende van de bemanning.

## Passagiers
Naast een meerderheid van Belgen waren zes Amerikanen, twee Luxemburgers en een Chinees aan boord. De Chinees was John King, zoon van de Chinese ambassadeur aan België in Brussel. Hij overleefde de crash. Bij de Belgen vlogen de echtgenote, twee dochters en de zoon van de directeur-generaal van Sabena, Gilbert Périer mee; zij vlogen mee als demonstratie van de veiligheid van de trans-Atlantische vluchten. Slechts een van de dochters en de zoon zouden de vlucht overleven. Henri Pauwels, een vakbondsleider en ex-minister voor de PSC liet zijn leven in de ramp. Raymond Libeert, directeur van de Belgische linnenweverij Libeert & Cie, was op doorreis met zijn echtgenote naar New York. Enkel zijn echtgenote overleefde de crash. Architect Jean Polak was een van de overlevenden.

## Galerij

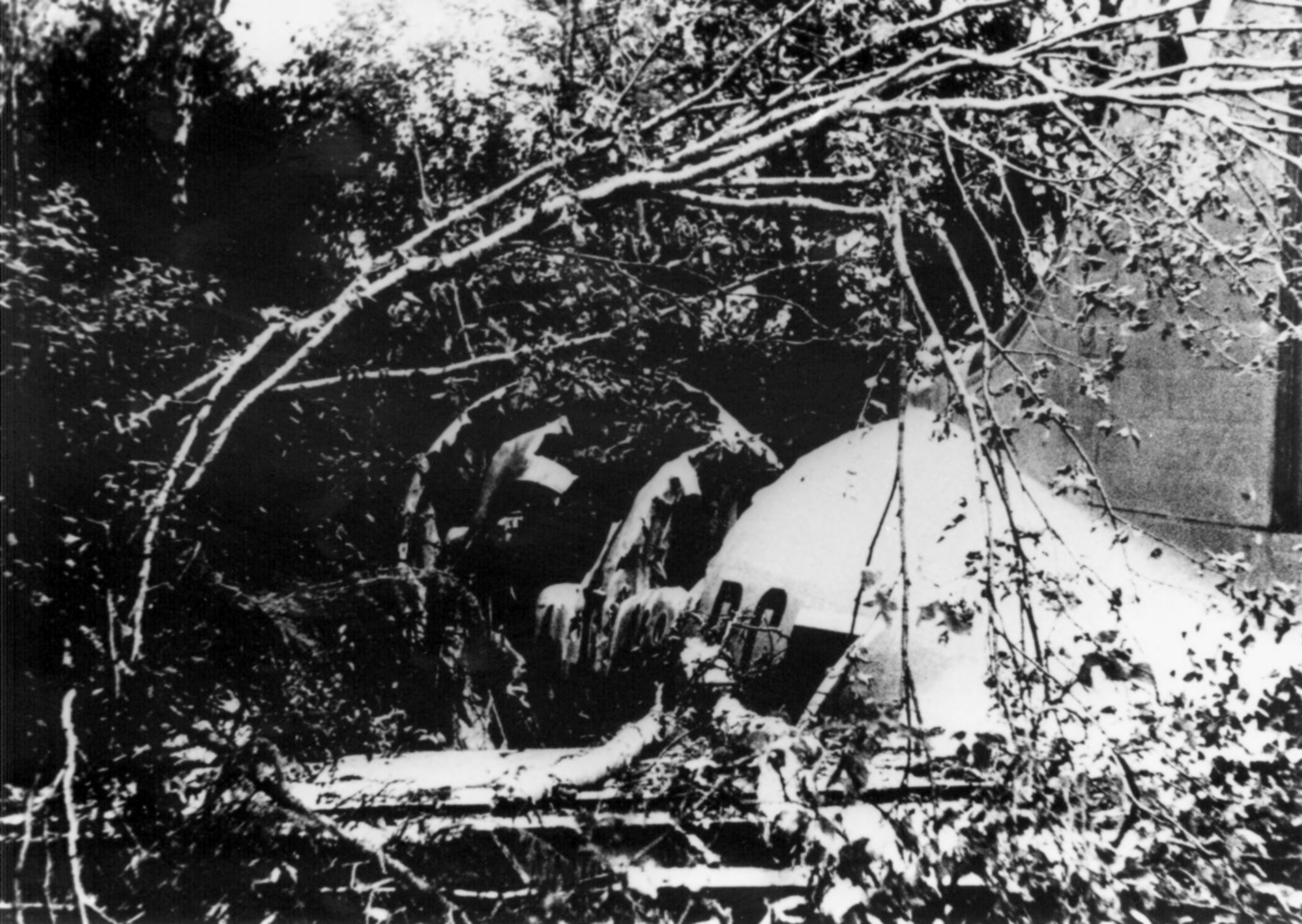
De wrakstukken van de DC-4 OO-CBG
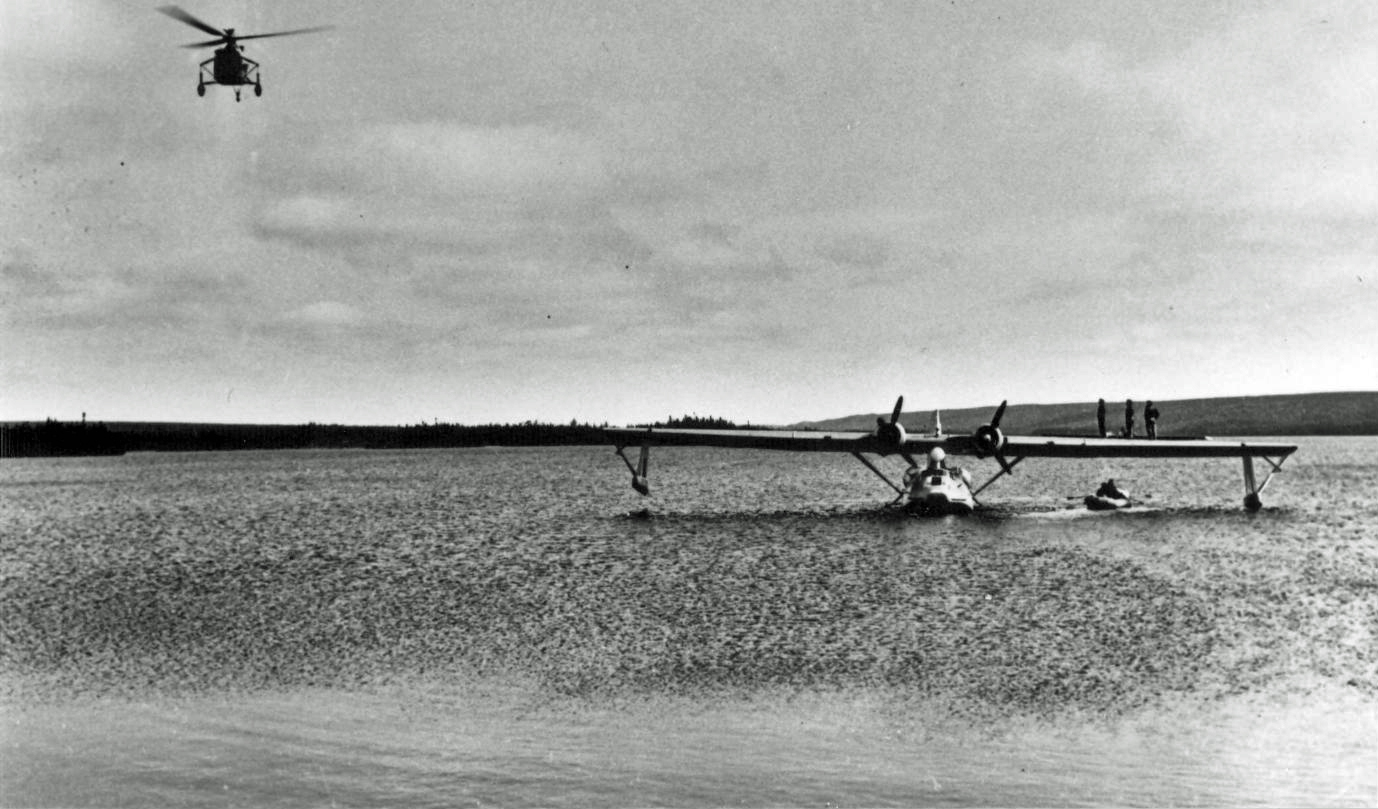
Gewonden werden van een Sikorsky HNS-1 helikopter overgebracht naar een Consolidated PBY Catalina...
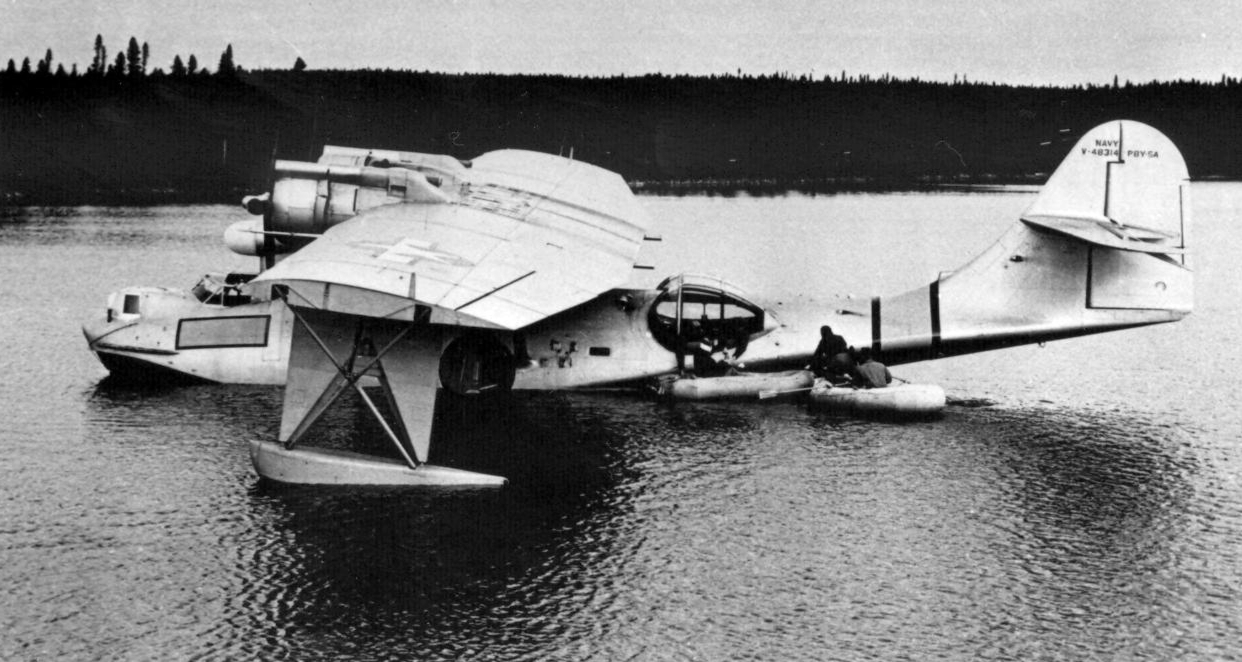
... en daar ingeladen voor transport naar een ziekenhuis